# La Cucaracha
För andra betydelser, se La Cucaracha (olika betydelser).

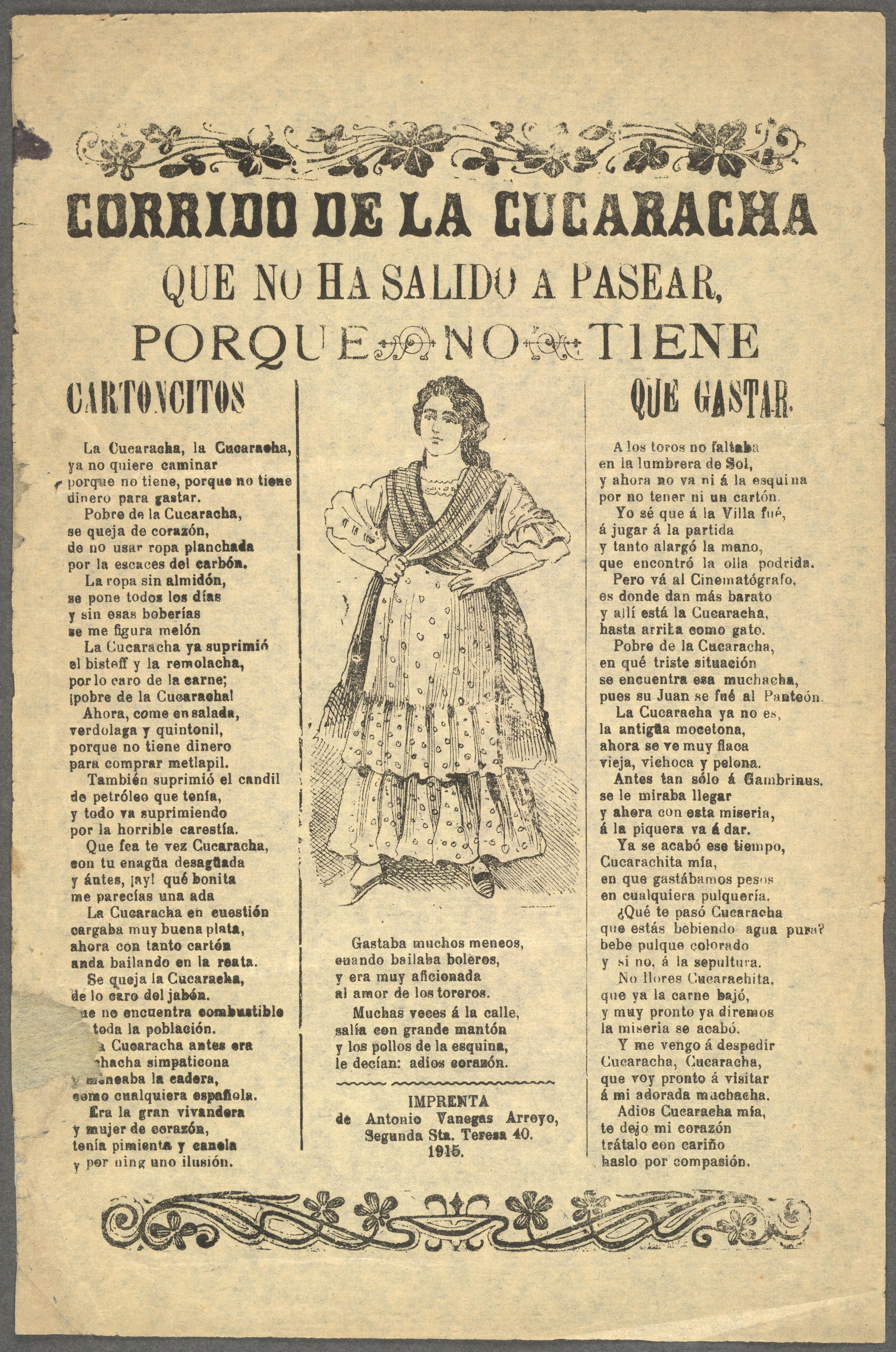
Ett sångblad utgivet vid tiden för mexikanska revolutionen.

"La Cucaracha" ("Kackerlackan") är en traditionell spansk folkcorrido, som blev populär i Mexiko under mexikanska revolutionen.